# 벤더 벤딩 로드리게즈

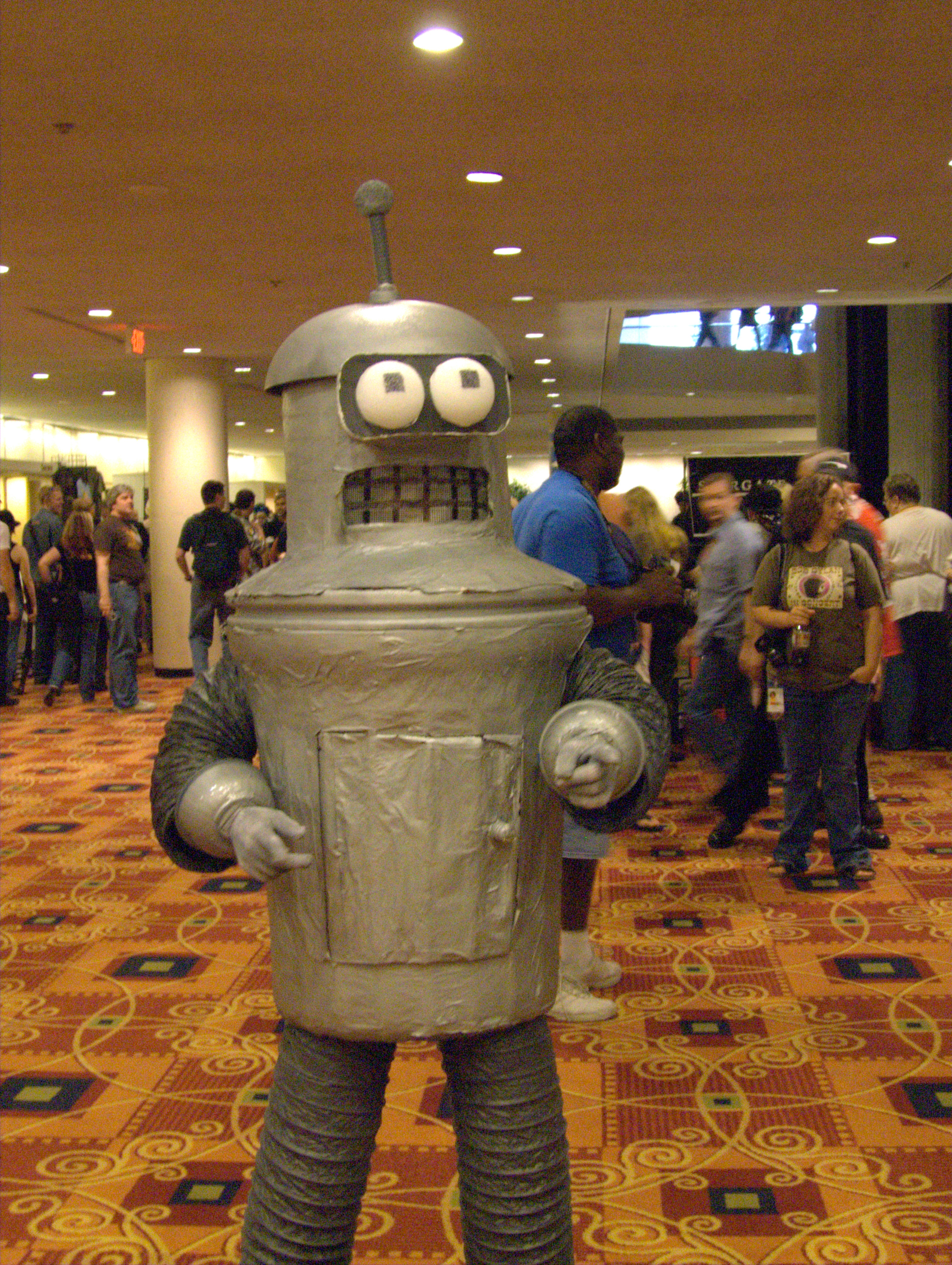

벤더 벤딩 로드리게즈(Bender Bending Rodríguez, Bending Unit 22)는 퓨처라마에 등장하는 가상의 로봇이다. 그의 목소리는 존 디마지오가 맡았다. 퓨처라마에서 벤더는 만화적인 반영웅적인 모습을 주며, 등장인물인 릴라는 벤더를 가리켜 "알코올 중독에, 포주에, 지독한 골초의 도박꾼"이라고 말한다. 벤더는 멕시코에서 만들어졌으며, 멕시코 사투리를 쓰지도 않으며, 스페인어를 아는지도 모르지만 동료들은 그를 가리켜 가무잡잡한 라틴 매력이 있다고 말한다. 벤더는 로봇이 아닌 것에 대해 편견을 갖고 있으며, 종종 "모든 인간을 죽이자"라고 주장하기도 한다.

## 퓨처라마에서의 벤더
벤더는 다른 친구들과 같이 판스워스 교수의 배달 회사의 직원으로 근무하고 있으며, 플래닛 익스프레스 우주선의 요리사로 일하고 있다. 벤더는 한쪽측면에서 보자면 프라이의 절친한 친구이다. 벤더는 다른 등장인물에 비해 술을 많이 마시며, 골초와 도박중독과 더불어 "순수한 악"을 가지고 있다. 벤더는 알코올을 자신의 연료로 사용하는데, 음주벽 같은 것이 있어서 굳이 술마시지 않을 상황에서도 술을 마신다. 벤더는 종종 소시오패스같은 행동(병리적인 거짓말, 다른 사람에 대한 감정이입이 드문점)을 한다. 또한 벤더는 보통 계획적으로 행동을 하며, 병적도벽이 있는 것으로 보여진다. 또한 지갑을 훔치는 등의 범죄 뿐만이 아니라, 불화로 인해서 제이 레노의 머리를 납치하기도 하며, 프라이의 혈액도 훔치기도 한다. 또한 에이미를 안을때, 에이미의 귀걸이를 훔치기도 하였다.
벤더는 벤딩 유닛 모델 22 로봇으로, Lot 번호론 2716057(2개의 큐브의 합을 표현한 숫자), 제품번호로는 1729이다. 그리고 벤더의 집 번호는 010 0100이다. 이 숫자는 아스키 코드로 $를 나타낸다. 벤더의 무게는 약 235 킬로그램이며, 티후아나의 맘의 친절한 로봇회사에서 금속 대들보를 구부리기 위한 로봇으로 만들어져, 자살 부스 건설에서 일을 하게 되었다. 벤더는 벤딩 주립 대학을 다녔으며, 주전공으론 벤딩과 더불어 부전공으론 미국의 로봇 연구를 받았다. 또한 벤더는 로봇 동아리인 엡실론 로 로의 회원이며, 10통의 맥주를 마시면서 캠퍼스를 돌아다니며 50명의 사람들을 공중전화에 박아넣은 걸로 이름이 나있다. 퓨처라마에선 벤더가 만들어진 모습이 다르게 나오는데, David X. Cohen은 시청자에게 벤더는 기계에서 만들어졌으며, 기계 안에서 어떤일들이 일어났는지는 감춰놨다고 설명하였다.
Lethal Inspection의 허미스의 회상에서, 벤더가 아기일적의 모습으로 보이지만, Bendless Love에선 그가 태어났을 때 성인으로 기억하고 있으나, Teenage Mutant Leela's Hurdles 에피소드에선 아기와 비슷한 모습이 나온다. David X. Cohen은 벤더의 기억이 이상한것은 벤더가 자신이 만들어진걸 기억하지 못하고, 어른 몸으로 옮겨졌을 때를 기억한다는 것이다고 설명했다. "Rebirth" 에피소드에서, 벤더의 몸은 줄기 세포로 다시 구성된다.

## 제작
벤더란 이름은 맷 그레이닝이 The Breakfast Club에 출연한 존 벤더의 이름에서 따왔다고 한다. (비록 이 이름이 나중에 철근을 구부리는 것에 대한 부연설명이 되지만 말이다). 벤더의 디자인은 최종작이 나올때까지 많은 변화를 겪었다. 한 디자인에서 맷 그레이닝은 벤더의 머리가 각진것과 혹은 둥근 것에 대해 어려움을 느껴, 3000년대 로봇들은 모두 각진 머리를 갖게 되었다. 그러나, 나중에 벤더의 머리를 둥글게 처리하는데, 이는 각진 구멍에 박어넣은 둥근 못이란 아이디어가 나왔기 때문이었다. 벤더의 안테나는 벤더의 귀로 설정되었는데, 나중에 유선형 모양으로 변경되었다. 나중에 그레이닝은 Crime of the Hot 에피소드에서, 판스워스 교수가 제작한 로봇이 벤더의 초기 디자인과 흡사했다고 설명하였다.

### 목소리
퓨처라마의 캐스팅 중에서, 벤더의 목소리는 캐스팅이 어려웠다. 왜냐하면 퓨처라마의 제작자들이 로봇에 어울릴 소리를 결정하지 못했기 때문이었다. 이런 이유로, 모든 성우들이 오디션에 참가했으나 맞는 목소리를 찾지 못했다. 300명 정도 오디션을 하고, 제작자중 한명인 David X. Cohen은 심지어 자신이 로봇처럼 말하는 오디션에 참여하기도 하였다. 결국 John DiMaggio가 두 번째 오디션에서 붙었다. 최초의 오디션에서 DiMaggio는 판스워스 교수역과 벤더의 다른 목소리를 이용했다고 말했다. DiMaggio는 벤더의 목소리를 술마신 우중충한 목소리, 루이스 버튼 린들리 주니어, 그리고 "소시지를 좋아하던 찰리"란 그의 대학교 친구의 목소리를 합친것이라고 설명했다. 캐스팅 감독은 그 목소리를 가리켜 술마신 것보단 자동인형 목소리에 가까웠다고 설명했다.

## 참조문헌
1. ↑  "Crimes of the Hot"
2. ↑  “보관된 사본”. 2007년 5월 5일에 원본 문서에서 보존된 문서. 2010년 11월 2일에 확인함.
3. ↑  "Raging Bender"
4. ↑  Cohen, David X (2003). 《Futurama season 4 DVD commentary for the episode "Teenage Mutant Leela's Hurdles"》 (DVD). 20th Century Fox.
5. ↑  〈Intellectual Names〉. 《Sci-Fi Baby Names: 500 Out-of-this-world Baby Names from Anakin to Zardoz》. 119쪽.
6. 1 2  Sterngold, James (1999년 7월 22일). “Bringing an Alien And a Robot to Life; The Gestation of the Simpsons' Heirs”. New York Times.
7. ↑  Groening, Matt (2003). 《Futurama season 4 DVD commentary for the episode "Crimes of the Hot"》 (DVD). 20th Century Fox.
8. ↑  Cohen, David X (2003). 《Futurama season 1 DVD commentary for the episode "Space Pilot 3000"》 (DVD). 20th Century Fox.
9. ↑  Cohen, David X (2003). 《Futurama season 1 DVD commentary for the episode "The Series Has Landed"》 (DVD). 20th Century Fox.
10. ↑  Dimaggio, John (2003). 《Futurama season 1 DVD commentary for the episode "Space Pilot 3000"》 (DVD). 20th Century Fox.
11. ↑  Itzkoff, Dave (2010년 6월 24일). “‘Futurama’-Rama: Welcome Back to the World of Tomorrow”. The New York Times. 2010년 7월 8일에 확인함.